# ジョージ・H・ウィップル
ジョージ・H・ウィップル（George Hoyt Whipple、1878年8月28日 - 1976年2月1日）はアメリカ合衆国の内科医で医学者で医学教育者。ウィップルは、貧血に対する肝臓療法の発見の業績により、ジョージ・リチャーズ・マイノット、ウィリアム・P・マーフィとともに1934年度のノーベル生理学・医学賞を受賞した。

## 生涯
ウィップルはニューハンプシャー州グラフトン郡アシュランドで、アシュレイ・クーパー・ウィップルとフランセス・アン・ホイトの子として内科医の家系に生まれた。彼はフィリップス・アカデミーおよびイェール大学で教育を受け、1900年に学士号を取った。その後ジョンズ・ホプキンス大学医学部に通い、1905年に医学博士号を取得した。卒業後は、パナマ運河建設中の1907年から1908年にかけてパナマのアンコン病院に移るまで、ホプキンスで病理学者として働いた。ボルチモアに帰ってからは、1914年までジョンズ・ホプキンス大学の病理学研究室の助手、講師を引き継いだ。
1914年、ウィップルはカリフォルニア大学医学部の実験医学の教授になり、1920年から21年にかけては医学部の学部長を務めた。医学教育研究の草分けのエイブラハム・フレクスナーとロチェスター大学の学長だったラッシュ・リーズの勧めで、1921年、彼は建設途中だったロチェスター大学医学部の学部長になった。ウィップルは1954年まで学部長職を務め、死ぬまでここに在籍した。大学関係者の多くがウィップルは素晴らしい教育者であるとみなしていた。
1976年2月1日、肺炎のためニューヨーク州ロチェスターの病院にて死去。97歳。

## ウィップルの研究
ウィップルの主な研究は貧血と、肝臓の生理学・病理学であった。貧血の犬にレバーを食べさせると症状が改善されることを発見し、彼はノーベル賞を受賞した。この発見は、マイノットとマーフィーによる肝臓療法の開発につながった。当時は、悪性貧血は常に致命的なものだった。
1934年のノーベル生理学・医学賞授賞式で、I・ホルムグレンは次のように語った。｢3人の受賞者の中で、受賞対象となった研究を最初に始めたのはウィップルだった。ウィップルの実験は極めて上手く計画され、正確な結果を出した。その結果、彼らの結果は絶対的な信頼性を持つに至った。ウィップルの得た結論により、マイノットとマーフィーはそれを人間の悪性貧血に応用することを思いついた。｣
また彼は、彼が｢腸性脂肪異栄養症｣と呼んでいた未知の病気が、小腸の腸壁に異常な脂肪が蓄積することによって起こることを初めて明らかにした。さらに1907年には、細菌によってこの病気が発症することも、論文の中で正確に明らかにした。この病気は現在、ウィップル病（Whipple's disease）と呼ばれている。

## 受賞歴
- 1910年 - ウォーレン賞
- 1934年 - ノーベル生理学・医学賞
- 1939年 - ジョージ・M・コーバー・メダル
- 1962年 - ジェシー・スティーヴンソン・コヴァレンコ・メダル